# Avengers Grimm 2 – Time Wars
Avengers Grimm 2 – Time Wars (Originaltitel Avengers Grimm: Time Wars) ist ein US-amerikanischer Fantasyfilm aus dem Jahr 2018 von Maximilian Elfeldt, der auch für den Filmschnitt verantwortlich war. Das Drehbuch stammt von Jeremy M. Inman, der bereits das Drehbuch für den Vorgänger Avengers Grimm aus dem Jahr 2015 schrieb und für die Regie verantwortlich war. Produziert wurde der Film von David Michael Latt für The Asylum.

## Handlung
Jahre sind vergangen, seit das magische Spiegelportal zerbrochen ist. Alice ist die Wächterin der Splitter. Prince Charles Charming III flüchtet vor Magda, Herrscherin über Atlantis. Er landet an der Küste vor einer großen Stadt und versucht in dieser Unterschlupf zu suchen. Wenig später folgt Magda, die sich an den Strand teleportiert und anschließend ihre Truppen aus dem Meer auf die Stadt hetzt. Um Gegenwehr leisten zu können, entscheidet Alice, dass der Hutmacher Schneewittchen aus ihrem Eisblock auftauen soll. Auch Dornröschen und Red Riding Hood befinden sich in der Stadt und machen sich auf die Suche nach dem Verlobten von Schneewittchen. In einem Lagerhaus kommt es zum Handgemenge mit Anhängern von Magda. Sie sind siegreich und stoßen außerhalb des Gebäudes auf Alice, die sie in ihr Labor bittet. Dort treffen sie auf Schneewittchen, die sie für tot geglaubt haben.
Währenddessen sucht Rumpelstiltskin Magda auf und bittet ihr ihre Hilfe an. Sie will ihn umbringen lassen, lässt sich dann allerdings von ihm manipulieren. Die Frau, die den Prinzen heiratet und dessen Ring trägt, herrscht über die Welt. Im Gegenzug will er die Herrschaft über Atlantis. Magda mobilisiert weitere Kräfte, um die Suche voranzutreiben.
Wenig später treffen sie auf den Prinzen, der von Magda und ihren Soldaten verfolgt wird. Schneewittchen ermöglicht dessen Flucht, indem sie eine Eismauer errichtet, wodurch sich die Soldaten Magdas durchkämpfen müssen. Allerdings kann Rumpelstiltskin den Prinzen überwältigen und dessen Aussehen annehmen.

## Hintergrund
Der Film ist die direkte Fortsetzung von Avengers Grimm aus dem Jahr 2015. 2016 erschien der Film Sinister Squad, indem Christina Licciardi erneut die Rolle der Alice verkörpert und gegen Rumpelstiltskin kämpfen muss. Dieser Film setzt die Handlung aber nicht fort, sondern behandelt Nebengeschichten.
Avengers Grimm 2 – Time Wars gilt als Mockbuster zu Avengers: Infinity War und orientiert sich an der Fernsehserie Once Upon a Time – Es war einmal …, die von 2011 bis 2018 produziert wurde.

## Produktion
Gedreht wurde im Downtown von Los Angeles. Christina Licciardi übernahm erneut die Rolle der Alice. Rumpelstiltskin wurde nicht mehr mit Casper Van Dien (Avengers Grimm) oder Johnny Rey Diaz (Sinister Squad) verkörpert, sondern mit Eric Feltes komplett neu besetzt. Lauren Parkinson und Marah Fairclough übernehmen wie im Vorgänger ihre Rollen als Schneewittchen beziehungsweise Dornröschen.
Der Cast wird von Elizabeth Eileen in einer der Hauptrollen als Red Riding Hood, einer Mischung aus der Erscheinung von Rotkäppchen und den Qualitäten eines Robin Hoods als Bogenschütze, und Katherine Maya in der Rolle der Antagonistin Magda vervollständigt.

## Rezeption
„Fortsetzung eines wenig vergnüglichen Fantasy-Trashfilms, der selbst das Niveau des Vorgängers unterbietet. Die Einfallslosigkeit spiegelt sich in den lustlosen Kampfszenen ebenso wie in den Leistungen der hilflos chargierenden Darstellerinnen.“

„Billigst: die Mimen, die Kulissen, die Tricks.“

Cinema urteilt im Vergleich mit dem Vorgänger, dass dieser Film noch dümmer sei.
In der Internet Movie Database kommt der Film bei etwas über 500 Stimmen auf eine sehr schwache Wertung von 2,5 von 10,0 Sternen.